# Pont de la Bâtie
Le pont de la Bâtie est un pont routier et piéton sur la Versoix, situé dans le canton de Genève, reliant les communes de Collex-Bossy sur la rive droite et de Versoix sur la rive gauche.

## Localisation
Le pont de la Bâtie est le second pont le plus en amont de la Versoix après son entrée en Suisse. Il est situé à l'affluence du Creuson avec la Versoix, près du hameau de la Bâtie (où se dressait précédemment le château de Bâtie-Beauregard, à ne pas confondre avec le bois de la Bâtie, situé dans la ville de Genève), qui a donné son nom au pont.